# Comuna Andriivka, Șîroke
Andriivka (în ucraineană Андріївка) este o comună în raionul Șîroke, regiunea Dnipropetrovsk, Ucraina, formată din satele Andriivka (reședința), Horoduvatka, Mohîlivka, Radevîceve și Veselîi Stav.

## Demografie
Componența lingvistică a satului Andriivka
     Ucraineană (93,78%)
     Rusă (5,14%)
     Alte limbi (0,78%)
Conform recensământului din 2001, majoritatea populației satului Andriivka era vorbitoare de ucraineană (93,78%), existând în minoritate și vorbitori de rusă (5,14%).